# Suchobuzimskoe
Suchobuzimskoe (in russo Сухобузимское?) è un villaggio della Russia asiatica, situato nel Territorio di Krasnojarsk. È il centro amministrativo del distretto Suchobuzimskij.
Si trova sul fiume Buzim (affluente dell'Enisej), 61 km a nord di Krasnojarsk.